# Woher weißt du, dass es Liebe ist
Woher weißt du, dass es Liebe ist (Originaltitel: How Do You Know) ist eine US-amerikanische romantische Komödie aus dem Jahr 2010 mit Reese Witherspoon, Owen Wilson und Paul Rudd in den Hauptrollen. Der Film lief am 20. Januar 2011 in den deutschen Kinos an.

## Handlung
Lisa Jorgensen ist durch ihre positive und motivierende Lebenseinstellung das Herz der nationalen Softball-Frauenmannschaft, doch der Trainer will sie für die kommenden Olympischen Spiele nicht mehr aufstellen, da ihre Leistung nicht genügt. Ihre Kolleginnen, insbesondere die Co-Trainerin Sally, sind sehr bestürzt und besorgt um sie, doch Lisa versucht, sich nicht so leicht erschüttern lassen. Sie lehnt sogar die angebotene Psychotherapie ab.
Noch am selben Tag begibt sie sich zu einem Blinddate mit George, das ihre Freundin Riva schon seit längerem eingefädelt hat. George eröffnet Lisa, dass er seit kurzer Zeit große Probleme in seinem Leben hat – Lisa jedoch verbietet ihm den Mund, da sie über nichts Unangenehmes mehr reden möchte. In der Tat steht George, der als Manager in einem Unternehmen fungiert, eine Haftstrafe wegen angeblichen Aktienbetrugs bevor. Er wurde deswegen von seinem Vater suspendiert und weiß nicht den genauen Grund der laufenden Untersuchung, da allen Angestellten ein absolutes Redeverbot auferlegt wurde. Das ungewöhnlich verlaufende Essen zeichnet sich jedoch als das einzig positive Erlebnis seiner derzeitigen Lebenskrise ab, da ihn Lisa tatsächlich kurz abgelenkt hat. Diese scheint hingegen kein erneutes Wiedersehen zu beabsichtigen.
Stattdessen lässt sie sich auf das Angebot des Baseballstars Matty Reynolds ein, bei ihm einzuziehen. Eigentlich ist er ein eingefleischter Playboy, der die Regeln der Monogamie mehr als großzügig auslegt. Aufgrund Lisas unkomplizierter und pragmatischer Art fühlt er sich jedoch immer mehr zu ihr hingezogen und will eine feste Beziehung ausprobieren. Deshalb ist er sogar bereit, einige Schubladen in seinem Luxusapartment für sie freizuräumen.
Da ausgerechnet in Mattys Haus auch Georges Vater wohnt, treffen George und Lisa erneut aufeinander. Dieses Mal verläuft die Begegnung entspannter und es entwickelt sich eine freundschaftliche Beziehung zwischen den beiden. Als Matty in sein altes Muster verfällt und Lisa in Bezug auf seine Wohnung auf gewisse Regeln und Beschränkungen hinweist, packt sie kurzerhand ihre Sachen und sucht vorübergehend Unterschlupf bei George.
Während Lisa darüber nachdenkt, ihrem reuigen Freund eine zweite Chance zu geben, steht für George schon fest, dass sie die Frau ist, mit der er den Rest seines Lebens verbringen möchte. Das Geständnis seines Vaters, dass dieser für die illegalen Transaktionen verantwortlich gewesen ist, zwingt ihn zu einer Entscheidung. Soll er anstelle seines bereits vorbestraften Vaters die Gefängnisstrafe auf sich nehmen oder stattdessen seine eigene Zukunft planen? George entschließt sich, diese Antwort von Lisa abhängig zu machen, und sucht sie auf ihrer Geburtstagsparty auf, um ihr seine Gefühle mitzuteilen. Nach einer kurzen Bedenkzeit, in der sie zwischen ihren Gefühlen für Matty und George schwankt, geht sie schließlich zu George und fährt mit ihm nach Hause.

## Synchronisation
Die deutsche Synchronbearbeitung übernahm das Synchronstudio Interopa Film aus Berlin. Das Dialogbuch schrieb Axel Malzacher, der auch Dialogregie führte.
| Schauspieler      | Rolle           | Synchronsprecher  |
| ----------------- | --------------- | ----------------- |
| Reese Witherspoon | Lisa Jorgenson  | Manja Doering     |
| Paul Rudd         | George Madison  | Norman Matt       |
| Owen Wilson       | Matty           | Philipp Moog      |
| Jack Nicholson    | Charles Madison | Joachim Kerzel    |
| Kathryn Hahn      | Annie           | Katrin Zimmermann |
| Molly Price       | Coach Sally     | Martina Treger    |
| Tony Shalhoub     | Psychiater      | Bodo Wolf         |
| Teyonah Parris    | Riva            | Anne Helm         |
| Dean Norris       | Softball Coach  | Peter Reinhardt   |
| Shelley Conn      | Terry           | Luise Helm        |

## Soundtrack
| Nr. | Titel                                  | Interpret         |
| --- | -------------------------------------- | ----------------- |
| 1   | What Is It This Time?                  | Jamie Lidderdale  |
| 2   | Beneath The Bleeding Add               | Inhumane          |
| 3   | Perfectly Wrong                        | Jetboy            |
| 4   | Your Easy Lovin’ Ain’t Pleasin’ Nothin | Mayer Hawthorne   |
| 5   | Turn Off The Lights                    | Teddy Pendergrass |

## Kritik
Der Film erhielt gemischte bis negative Kritiken. Der Metascore-Dienst Rotten Tomatoes ermittelte, dass der Film bei nur 31 Prozent des Fachpublikums einen positiven Eindruck hinterließ.

„Es ist nicht von der Hand zu weisen, dass James L. Brooks mit Woher weißt Du, dass es Liebe ist eine harmlose Komödie vorlegt, die im Großen und Ganzen nach vielfach erprobtem Muster abläuft – kurzweilige und sympathische Unterhaltung bietet der Film dennoch, insbesondere auch in der letzten Szene, in der Brooks die titelgebende Frage so beiläufig wie charmant beantwortet.“

„Mit Filmen wie ‚Nachrichtenfieber‘ oder ‚Besser geht’s nicht‘ hat Brooks sein Gespür für hintergründige Charaktere auf dem schmalen Grat zwischen Komödie und Drama unter Beweis gestellt. Auch Woher weißt Du, dass es Liebe ist erzählt auf tragikomische Weise von den emotionalen Untiefen des Lebens. Diesmal allerdings bleiben die Figuren erstaunlich blass – auch weil der Film ihre Krisen und Konflikte nicht besonders ernst zu nehmen scheint.“

## Auszeichnungen
- Casting Society of America, USA 2011
  - Nominierung für Francine Maisler und Lynn Kressel für das beste Casting
- 2011: World Soundtrack Awards
  - Nominierung für Hans Zimmer für den World Soundtrack Award Soundtrack Composer of the Year (auch für: Inception, Megamind, Pirates of the Caribbean: On Stranger Tides, The Dilemma, Rango und Kung Fu Panda 2)